# Philipp Karl Hartmann

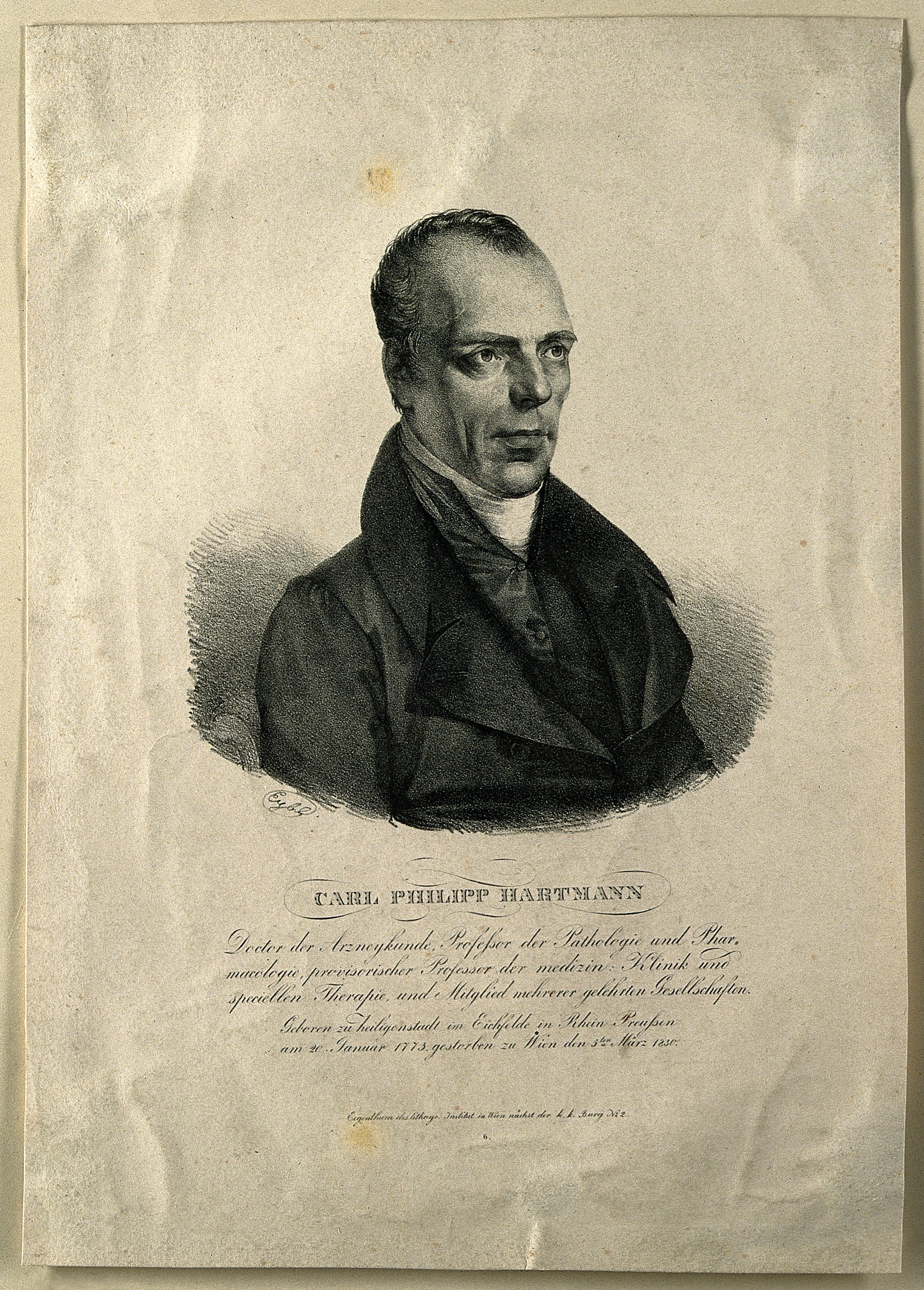
Philipp Karl Hartmann, lithografiert von Franz Eybl

Philipp Karl Hartmann, auch Philipp Carl Hartmann (* 20. Januar 1773 in Heiligenstadt, Eichsfelder Staat; † 5. März 1830 in Wien), war ein deutscher Mediziner.

## Leben
Nach Studien in Erfurt und an der Georg-August-Universität Göttingen, wo er Vorlesungen der Philosophie und Medizin besuchte, ging Hartmann als Doktorand nach Wien. Bei Johann Peter Frank, der am Wiener Allgemeinen Krankenhaus praktizierte, belegte er einen zweijährigen Kurs. 1799 promovierte er an der Universität Wien zum Dr. med. 1801 übte er eine Tätigkeit als beamteter Armenarzt auf der Wieden aus, dem 4. Wiener Gemeindebezirk. Eine Physikatsstelle trat er 1803 am k. k. Versorgungshaus in Mauerbach, Niederösterreich, an. Im gleichen Jahr heiratete er in der Kirche Maria Geburt, der Waisenhauskirche am Rennweg, die zwei Jahre jüngere Maria Regine Meser. 1806 wurde er ans Lyzeum Olmütz (Lehrkanzel für theoretische und praktische Heilkunde) berufen, wo er auch die Stelle eines Primararztes des Kranken- und Findelhauses bekleidete. 1811 wurde er ordentlicher Professor der allgemeinen Pathologie, Therapie und Materia medica an der Universität Wien. In Wien wohnte er im Goldbergschen Stiftungshaus, heute Johannesgasse 13, dann, wohl ab den frühen 1820er Jahren, im Bürgerspitalzinshaus in Wien. In seinem Haushalt lebten auch seine Schwiegermutter sowie drei Kinder des Schwagers. 1829 wurde er als Nachfolger von Johann Nepomuk von Raimann Vorstand der Medizinischen Klinik im Allgemeinen Krankenhaus der Stadt Wien. Berufungen nach St. Petersburg (1814), Bonn (1819) und Berlin (1823) lehnte er ab.
In Mauerbach, wohl als Ausgleich zum psychiatrisch-geriatrischen Spitaldienst, schrieb Hartmann bis 1808 seine Glückseligkeitslehre für das physische Leben des Menschen, die als eine der bedeutendsten populär-medizinischen Aufklärungsschriften im Verlauf des 19. Jahrhunderts immer wieder aufgelegt wurde und zum Kontext einer medizinischen Publizistik der Romantik zählt, welche sich auf die antike Diätetik zurückbesann und so den Boden für eine aufkommende Naturheilkunde bereitete. Sein 1814 erschienenes Handbuch Theoria morbi, seu Pathologia generalis galt als das beste pathologische Werk seiner Zeit. In der Therapie empfahl er Einfachheit und „Sanftheit“ medikamentöser Verordnung und stellte sich damit entschieden gegen den Zeitgeist. Ab 1813 war er Herausgeber der Medicinischen Jahrbücher des k. k. österreichischen Staates. Hartmann war außerdem wirkliches Mitglied der Physikalisch-Medizinischen Gesellschaft Erlangen (1816) und der Niederrheinischen Gesellschaft der Natur- und Heilkunde Bonn (1820) sowie korrespondierendes Mitglied der Medizinisch-Chirurgischen Gesellschaft Berlin (1823) und der Philosophisch-Medizinischen Gesellschaft Würzburg.

## Schriften (Auswahl)
- Analyse der neueren Heilkunde. 2 Teile, 1802.
- Analyse des Brown’schen Systems. 1802.
- Glückseligkeitslehre für das physische Leben des Menschen. 1808 (diverse Neuauflagen, 1874 erschien eine Bearbeitung durch Moritz Schreber: Digitalisat).
- Die Theorie des ansteckenden Typhus. Wien 1812.
- Theoria morbi, seu Pathologia generalis. 1814 (Digitalisat).
- De mente humana, vita physica altiore oratio academica. 1816.
- Der Geist des Menschen in seinen Verhältnissen zur physischen Leben oder Grundzüge zu einer Physiologie des Denkens für Ärzte, Philosophen und Menschen im höheren Sinne des Wortes. 1820.
- Die Heilung der Krankheiten nach der Regel und nach der Mode. In: Abhandlungen und Beobachtungen auf dem Gebiethe der gesammten practischen Heilkunde von österreichischen Ärzten, 4, 1824, S. 291 ff.